# Dunedin Ice Stadium
Dunedin Ice Stadium – hala sportowa z lodowiskami w Dunedin.
Lodowisko o olimpijskich wymiarach 60 na 30 metrów zostało otwarte w roku 2004, rok później ukończono natomiast budowę czterech torów curlingowych. Główna trybuna mieści 1500 widzów, zaś mniejsza 350 osób.
Z obiektu korzystają lokalne kluby łyżwiarstwa figurowego, łyżwiarstwa szybkiego, curlingu oraz hokeja na lodzie. Prócz krajowych rozgrywek ligowych i mistrzowskich, gościł on także zawody międzynarodowe: Mistrzostwa Świata Seniorów w Curlingu 2009 oraz zawody III Dywizji mistrzostw świata w hokeju na lodzie mężczyzn w 2009 i juniorów w 2012 i 2015.